# Richard Neutra
Richard Joseph Neutra (8. dubna 1892, Vídeň – 16. dubna 1970, Wuppertal) byl rakousko-americký architekt židovského původu. Jeho stavby se staly symbolem moderní architektury 50. let 20. století. Je nositelem Zlaté medaile AIA.

## Život
Do roku 1917 studoval na Technische Hochschule ve Vídni u Adolfa Loose. Také byl ovlivněn Ottou Wagnerem. V letech 1921–1922 pracoval pro Ericha Mendelsohna v Berlíně a v roce 1923 emigroval do Spojených států, kde pokračoval v práci na několika projektech s krajanem Rudolphem Schindlerem, u kterého si zřídil svou vlastní praxi. Určitou dobu pracoval s Frankem Lloydem Wrightem, od kterého převzal koncept rodinných domů s otevřenou dispozicí. Pak si otevřel svou vlastní praxi spolu s manželkou Dione v Los Angeles. Od roku 1965 tvořil ve spolupráci se synem Dionem.

## Tvorba

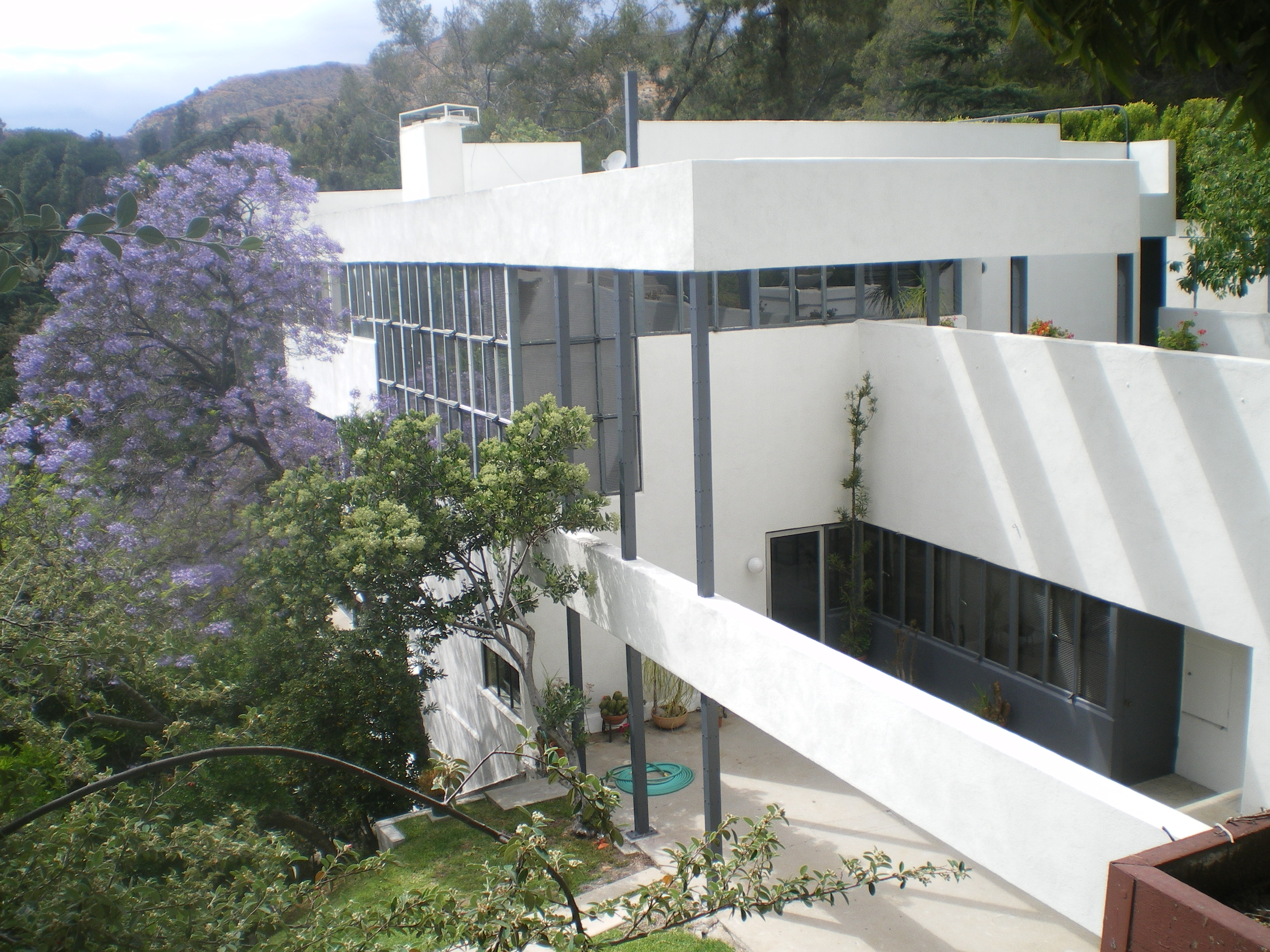
Lovellův dům

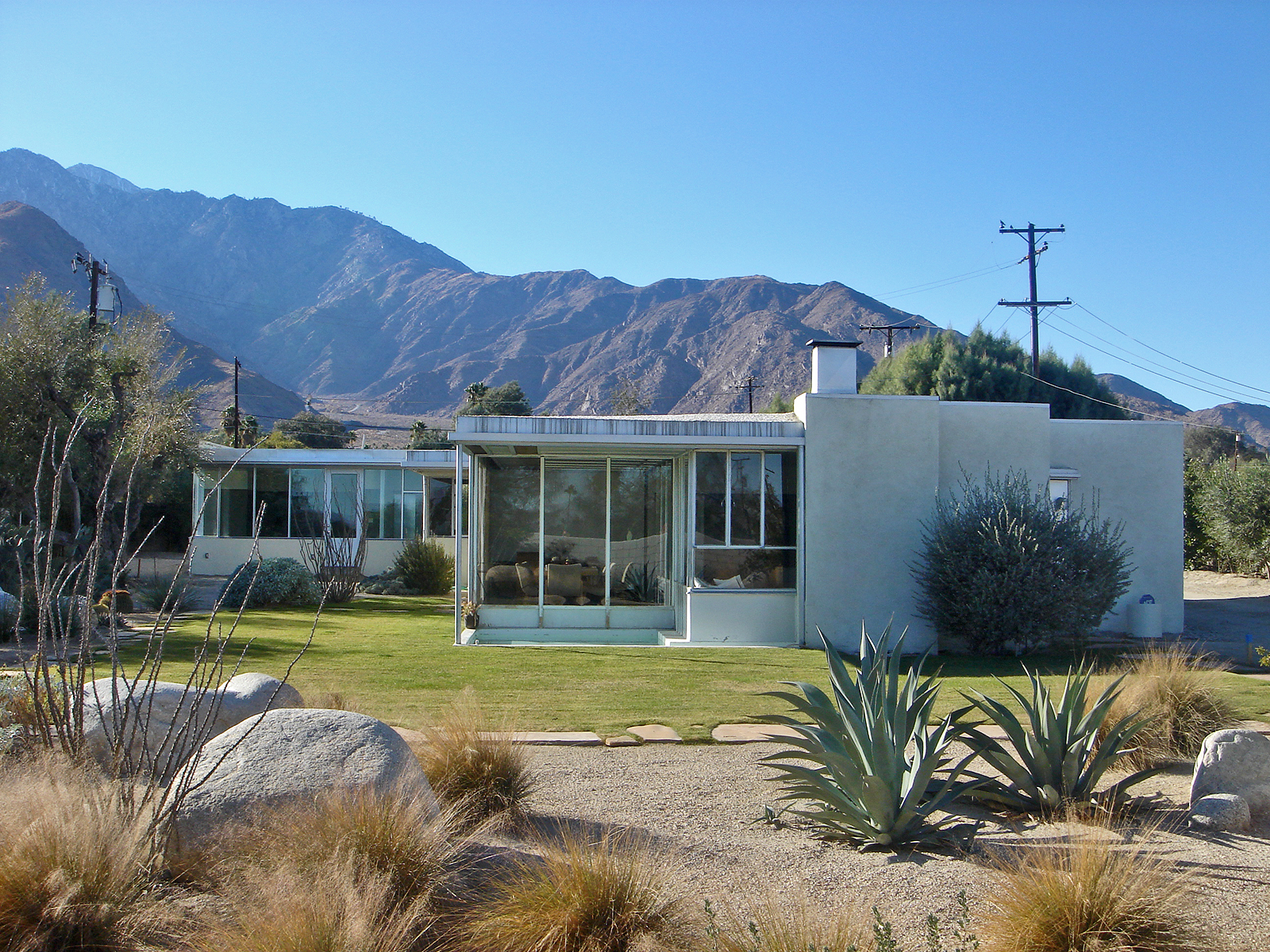
Millerův dům

Neutra vytvořil moderní regionalismus pro jižní Kalifornii, ve kterém zkombinoval kostru z lehkého kovu se sádrovou omítkou na povrchu, čímž vytvořil dojem lehké konstrukce. Toto uplatnil například na slavném Lovellově domě postaveném na svahu. Jeho rozsáhlé terasy jsou položené na lehkém ocelovém trámu. Touto stavbou dokázal, že průmyslově vyráběné komponenty lze použít ke stavbě zcela netypických domů.
Specializoval se na zvětšování až prodlužování architektonického prostoru do země. Jeho přímé linie na mnohé působily příliš průmyslově a agresivně vůči okolní přírodě, až fotografie Julia Shulmana vyvrátili tuto představu a zpopularizovali jeho styl.
Jeho oblíbeným motivem bylo i používání vodních prvků. Během 2. světové války přešel k používání klasických materiálů – cihly, dřeva, kamene.
Jeho otevřené interiéry se nejlépe projevily na Kauffmanovom domě, pouštní rezidenci, která se rozevírá do země jako obrovská květina, kde zapadající stěny vpouštějí dovnitř vnější svět, čímž ruší hranice mezi exteriérem a interiérem.
Věren modernistickým ideálům vypracoval též koncept prefabrikovaných domů – systém „one plus two“. Zjednodušení stavby dovedl k dokonalosti u Lovell Health House v Los Angeles, jehož celový skelet byl smontován za 40 hodin.
Ke známým Neutrovým stavbám patří též Millerův dům, Van den Leeuwův dům, Emersonova nižší střední škola v Los Angeles nebo ambasáda Spojených států v pákistánském Karáčí.